# ۳٬۴-دی‌هیدروکسی‌فنیل‌استیک اسید
۳،۴-دی‌هیدروکسی‌فنیل‌استیک اسید (به انگلیسی: 3,4-Dihydroxyphenylacetic acid) یک ترکیب شیمیایی با شناسه پاب‌کم ۵۴۷ است. 